# Kermán
Kermán (arab írással کرمان) város Iránban, 1076 kilométerre délre Teherántól, nagy homoksivatag szélén. Kermán tartomány fővárosa. 2005-ös adatok szerint lakossága 533 799. A perzsaszőnyegek készítésének hagyományos központja.

## Földrajza
A város egy nagy síkságon helyezkedik el, de több kerületét magas hegyek veszik körül (legmagasabb pontja a tengerszint felett 1755 méteren van), és ettől a városon belül változó az éghajlat. Kermán északi része száraz sivatagi környezetben fekszik, a déli fennsíkok viszont mérsékeltebb klímájúak.

## Történelem
Kermánt az ókori görögök Karamani néven ismerték. Valószínűleg I. Ardasír szászánida uralkodó alapította a 3. században. A perzsák az Ardasír Koreh, a későbbi muszlim arab hódítók a Bardeszir vagy a Bardesir neveket használták rá, maguk az irániak korábban a Guasir néven ismerték a várost. Marco Polo is megemlékezett a város kézművességéről; máig híres szőnyegeiről és iparművészetéről; hegyi türkizt feldolgozó ötvöseiről.
A várostól délnyugatra egy dombon állnak Ardasír király palotájának romjai és egy kissé később épült erődítmény maradványai.
Kerman környékének legérdekesebb látnivalói a csend tornyai. Ezek az iráni Zoroaszter-követők ősi szokásának maradványai. Régebben halottaik földi maradványait a csend tornyai-ra, a halottak tornyaira rakták ki. A perzselő nap és a ragadozó madarak gondoskodtak aztán arról, hogy csak a csontjaik maradjanak meg a legtöbbször kör alakú lépcsősorokon át megközelíthető tornyok tetején. Ma már a Zoroaszter-követők is föld alá temetkeznek.
Kerman városában is található műemlék: Itt áll a  11-12. századból származó Péntek mecset, a Masdzsid-i Dzsomé valamint a Kadzsa Atabak-, Malik- és a Bazar sah- mecset is, melyek a mongoldúlás előtti időkből származik.
A mongol megszállás alatt épült a Zöld sírtemplom a Kobeh Szabz (Qobet Sabz) is, melyet az 1896. évi nagy földrengés erősen megrongált.

## A város szülöttei
- Alireza Borhaninejad
- Arash Borhani
- Keikhosrow Shahrokh
- Mohammad Javad Bahonar
- Seyed Hosein Mareashi